# Kinna
Kinna – miejscowość (tätort) w Szwecji, w regionie administracyjnym (län) Västra Götaland. Siedziba władz (centralort) gminy Mark.
W 2010 Kinna liczyła 14 776 mieszkańców.

## Geografia
Kinna jest położona w południowej części prowincji historycznej (landskap) Västergötland, ok. 30 km na południe od Borås, w dolinie rzeki Viskan i jej lewego dopływu Häggån. Kinna wraz okolicami stanowi część obszaru historycznego Sjuhäradbygden (lub Sjuhärad) i jest znana z produkcji tekstylnej.
Współczesny tätort Kinna w ujęciu statystycznym powstał w 1970 w wyniku „zrośnięcia się” Kinna z dotychczasowymi miejscowościami Skene i Örby, które stanowią poszczególne części tätortu.

## Przynależność administracyjna
W 1863 utworzono gminę wiejską Kinna (Kinna landskommun). W 1924 miejscowości Kinna nadano status municipalsamhälle w ramach Kinna landskommun. W 1947 przekształcono gminę wiejską Kinna w köping (Kinna köping). W 1971, w wyniku reformy administracyjnej i wprowadzenia jednolitego typu gminy, Kinna wraz z m.in. Skene köping weszła w skład nowo utworzonej gminy Mark (Mark kommun).

## Transport i komunikacja
Przez Kinna przebiega droga krajowa nr 41 (Riksväg 41; Varberg – Borås) oraz linia kolejowa Viskadalsbanan (Borås – Varberg). Przewozy pasażerskie obsługiwane są przez Västtrafik AB.

## Współpraca zagraniczna
Miasta partnerskie gminy Mark (w nawiasie data rozpoczęcia współpracy):
- Szamotuły (1988)
- Apolda (1993)
- Ontinyent (2003)